# Рубина, Рива Рувимовна
Ри́ва (Ри́вка, Реве́кка) Руви́мовна Ру́бина (идиш רבֿקה (ריװקע) רובין‎ — Ри́вке Ру́бин; 15 мая 1906, Минск — 2 марта 1987, Москва) — еврейская советская писательница, переводчик, критик, литературовед. Писала на идише и переводила на русский язык с идиша, белорусского, румынского.

## Биография
Окончила Минский государственный педагогический институт (1930). Награждена медалями. Член Союза писателей СССР (1934). Училась в аспирантуре Белорусской Академии наук, доцент Минского Педагогического института, преподаватель истории еврейской литературы, теории литературы. С 1934 г. в Москве. Преподаватель еврейского отделения в Педагогическом институте. В 1985 г. читала лекции о творчестве Шолом-Алейхема и И.-Л. Переца на Высших Литературных курсах в Москве. Похоронена на Востряковском кладбище.

### Семья
Муж — художник Меер Аксельрод, с которым познакомилась через его брата, поэта Зелика Аксельрода;
- дочь — поэт Елена Аксельрод,
  - внук — художник Михаил Яхилевич.

В 1972—1987 годах жила в ЖСК «Советский писатель» — Красноармейская улица, д. 21, где в соседнем подъезде проживала семья её дочери.

## Творчество

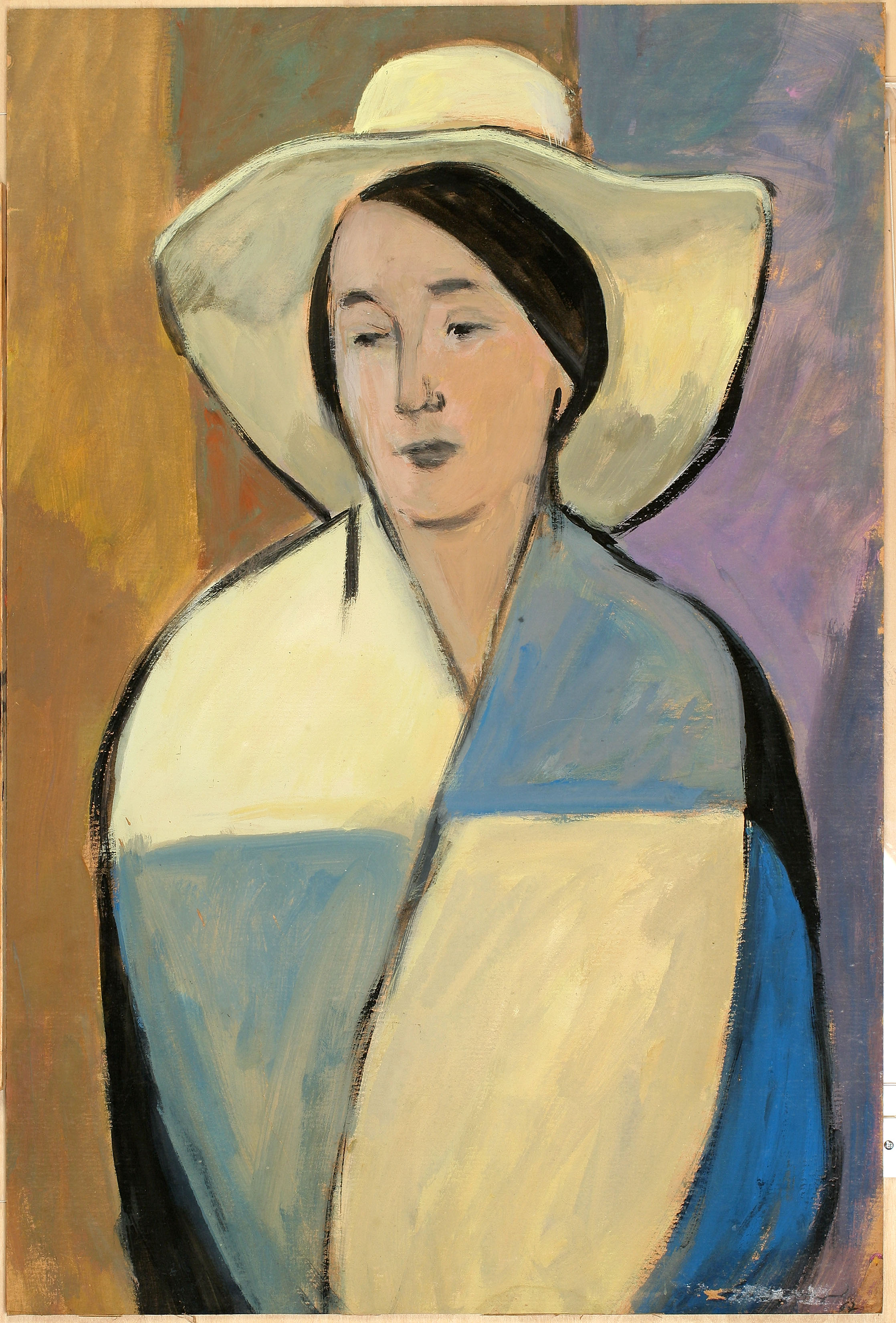
Портрет Рубиной: Меер Аксельрод Портрет жены в белой шляпе.

Автор многих художественных произведений, критических публикаций о еврейской литературе, литературных переводов. Автор творческих портретов еврейских писателей Шмуэла Галкина, Зелика Аксельрода (родного брата мужа Р. Рубиной), Льва Квитко, З. Вендрова, Эзры Фининберга, Ицика Кипниса, Д. Бергельсона и других. Участвовала в подготовке собрания сочинений Менделе Мойхер-Сфорима в четырёх томах, 1935—1940). В 1943 г. Рубина опубликовала сборник очерков «Идише фройен» («Еврейские женщины»). В 1961 г. Рубина вошла в состав редколлегии журнала «Советиш Геймланд», демонстративно вышла из редколлегии, когда в журнале стали печататься антиизраильские материалы. Подготовила к изданию книги З. Вендрова и И.-Л. Переца. В качестве редактора и переводчика участвовала в издании шеститомного собрания сочинений Шолом-Алейхема на русском языке (М.: Художественная литература, 1971—1973). Ею же написаны вступительные статьи к изданиям книг еврейских писателей на русском языке.

### Проза

#### На русском языке
- Рубина, Рива Рувимовна. Шолом-Алейхем (1859—1916): Краткий очерк. — Москва, 1957.
- Рубина, Рива Рувимовна. Вьется нить: Рассказы, повести. (пер. с евр. Р. Рубина). — Москва: Художественная литература, 1978, 1982. — 423 с.
- Рубина, Рива Рувимовна. Вот такой день: Повести, рассказы. — Москва: Советский писатель, 1982. — 327 с.
- Рубина, Рива Рувимовна. Странный день: Повесть, рассказы, этюды (пер. с евр. Р. Рубиной, Е. Аксельрод). — Москва: Советский писатель, 1986. — 446 с. — 30 000 экз.

#### На идише
- ריװקע רובינ. ייִצכאָק-לײבוש פּערעצ: 1851—1915. — מאָסקװע: מעלוכע-פארלאג דער עמעס, 1941.
- ריװקע רובין. ייִדישע פרױענ: פארצײכענונגענ. — מאָסקװע: מעלוכע-פארלאג דער עמעס, 1943.
- רבקה רובין. שרײַבער און װערק. — װארשע: פארלאג ייִדיש בוך, 1968.
- ריװקע רובין. עס שפּינט זיך א פאָדעם: דערצײלונגען. — מאָסקװע: סאָװעטסקי פּיסאטעל, 1975.
- ריװקע רובין. אזא מין טאָג: ראָמאן, דערצײלונגען עטיודן. — מאָסקװע: סאָװעטסקי פּיסאטעל, 1982.

### Переводы
С идиша на русский язык произведения З. Вендрова, И.-Л. Переца, Шолом-Алейхема.

## Интересные факты
Её муж Меер Аксельрод — автор уникального цикла «Немецкая оккупация», готовил иллюстрации к её книгам о войне. Данные иллюстрации вошли в экспозицию выставки «Немецкая оккупация» (Санкт-Петербургский музей академии художеств, 2019). Выставка приурочена памяти жертв Холокоста.